# Деяния божественного Августа

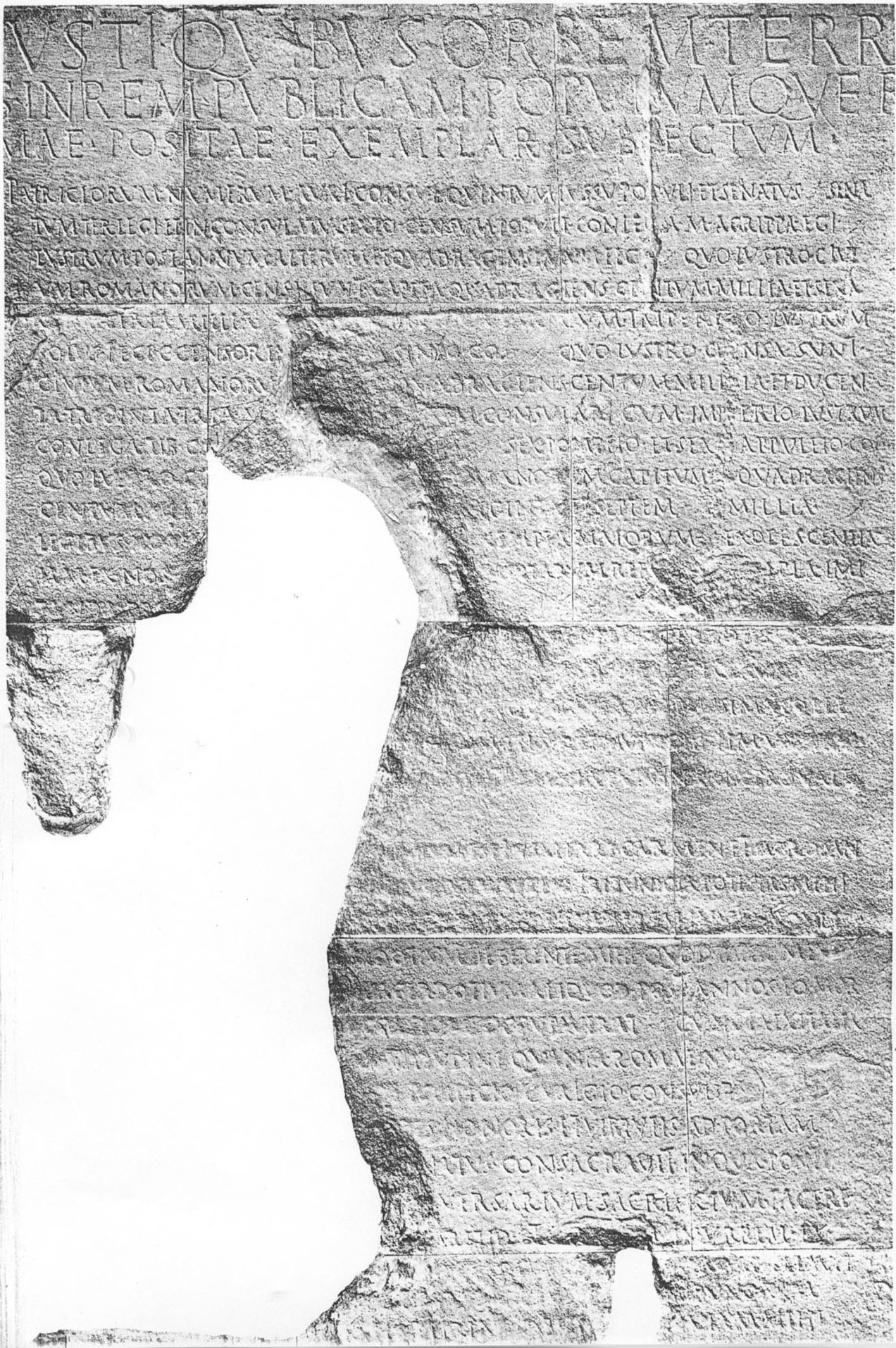
Фрагмент надписи Monumentum Ancyranum в Анкире (современная Анкара) с текстом «Деяний»

«Дея́ния боже́ственного Авгу́ста» (лат. Res Gestae Divi Augusti) — краткая автобиография первого римского императора Октавиана Августа, важный исторический источник. Помимо «Деяний», Август написал большую автобиографию, но она не сохранилась до наших дней.

## История создания и обнаружения
Точная дата написания «Деяний» неизвестна. Биограф императора Гай Светоний Транквилл, рассказывая о составлении завещания 3 апреля 12 года н. э., упоминал, что второй из трёх свитков завещания, где содержался «список его деяний», Август приказал «вырезать на медных досках у входа в мавзолей». Первоначальная версия текста «Деяний» могла быть начата ещё раньше — во 2 году до н. э., но некоторые детали были добавлены уже в 14 году н. э. — возможно, уже Тиберием, после смерти Августа. Хотя мавзолей Августа в столице сохранился, бронзовые таблички с текстом второй части завещания за прошедшие две тысячи лет бесследно исчезли. Однако ещё в античную эпоху эти оригиналы были скопированы во многие храмы, посвящённые обожествлённому первому императору. Наиболее известна, однако, надпись на стенах храма Ромы и Августа в Анкире (современная Анкара). Благодаря её хорошей сохранности и двуязычному характеру известный историк Теодор Моммзен назвал Monumentum Ancyranum «королевой надписей». Другие, менее полные, фрагменты обнаружены в Аполлонии (позднее — Созополь) в Писидии и в Антиохии Писидийской; по-видимому, эта же надпись на двух языках была в храме Августа в Пергаме.
Надпись в Анкире выполнена на обеих сторонах стены храма. Она разбита на шесть страниц — три по 46, три по 44 строки — что, по-видимому, полностью копировало структуру бронзовых таблиц на мавзолее Августа в Риме. На каждой строке в среднем было выбито около 60 букв, начало каждого параграфа выделялось особым знаком. Высота всей надписи — 2,7 метра, ширина — 4 метра на каждой из двух стен. Анкирская надпись заметно повреждена, но большая часть лакун восстанавливается по другим сохранившимся копиям. Все сохранившиеся надписи различаются очень незначительно. Приложение к «Деяниям» наверняка предназначались только для провинциальных читателей и отсутствовало в оригинальных таблицах. Использование не только латинского, но и древнегреческого языка было вызвано доминированием последнего в Восточном Средиземноморье.
После падения Византийской империи храм Ромы и Августа был превращён в мечеть, а к боковым стенам были пристроены дома. Надпись заново открыл в середине XVI века антиквар Ожье Гислен де Бусбек, участник посольства правителя Священной Римской империи Фердинанда I к османскому правителю Сулейману I. Де Бусбек верно идентифицировал надпись с завещанием, которое упомянул Светоний. Благодаря ему надпись приезжали изучать многие антиковеды. Долгое время самым точным изданием надписи считалась публикация Жоржа Перро и Эдмона Гийома, посланных по личному распоряжению императора Наполеона III, ценителя древностей. Впрочем, часть надписи оставалась неизвестна из-за сопротивления владельцев домов, пристроенных к мечети. Лишь в 1882 году Карлу Гуманну удалось убедить хозяев прилегающих зданий частично разобрать стены и сделать гипсовые слепки. В 1883 году Теодор Моммзен выпустил новое издание «Деяний», опираясь на слепки Гуманна. Благодаря Моммзену распространилась и современная форма названия памятника — Res Gestae Divi Augusti.

## Структура

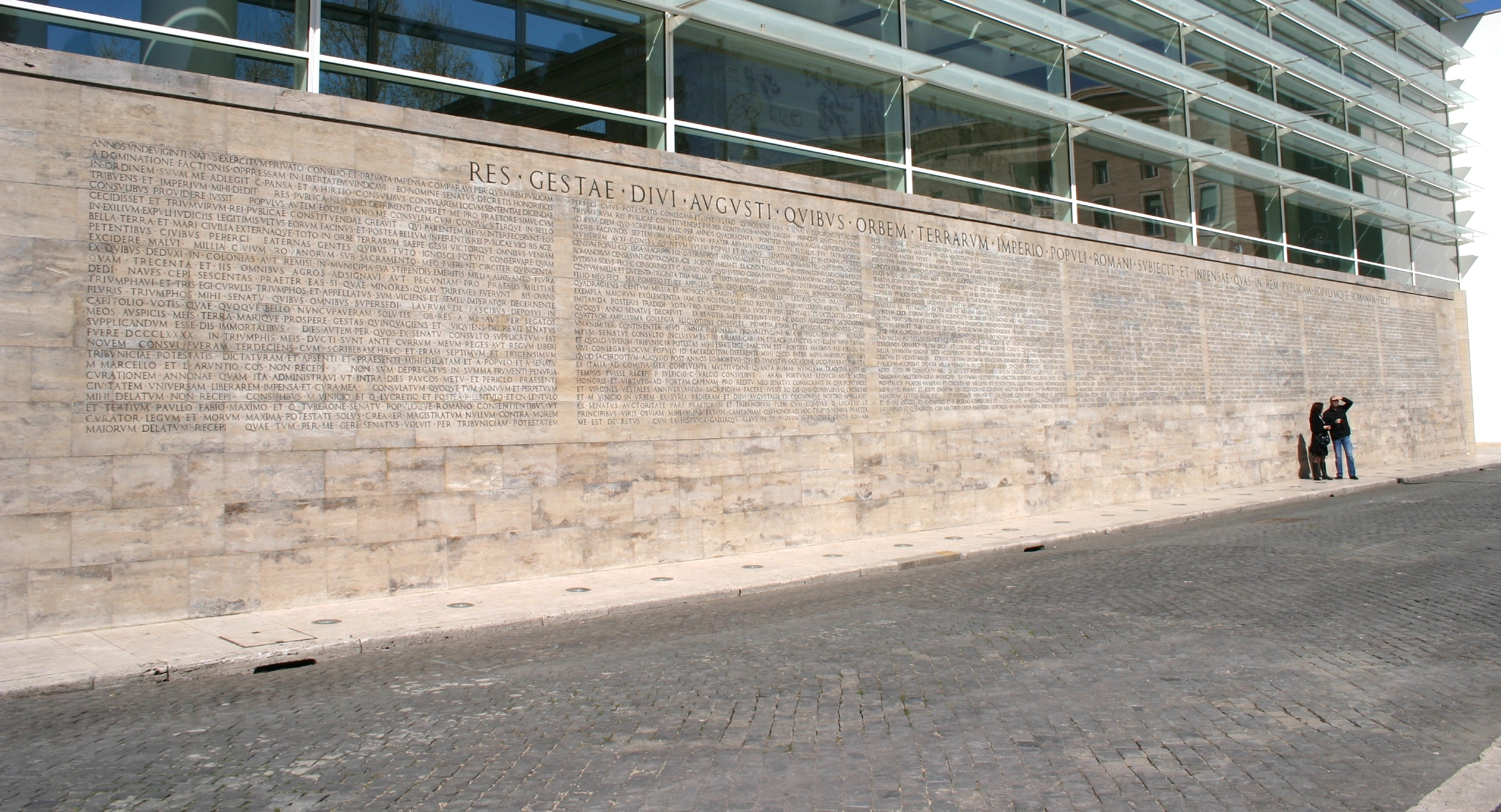
Современная копия «Деяний божественного Августа» в Риме

«Деяния» состоят из введения, 35 параграфов и четырёх пунктов в приложении. Хронология событий, упомянутых в «Деяниях», начинается с 44 года до н. э. Затем кратко рассказывается о первом консульстве и основании второго триумвирата (43 год до н. э.), о войне с Брутом и Кассием (42 год до н. э.), о победе в войнах «на суше и на море». Затем Октавиан перечисляет свои военные почести и религиозные обряды в свою честь, упоминает о тринадцати консульствах, упоминает об отказе от диктаторской власти и перечисляет прочие должности и почести, рассказывает о пополнении сената и проведении цензов. Далее продолжается перечисление почестей, упоминается о том, что в его правление трижды запирался храм Януса, после чего кратко упоминает о смерти своих родных детей и об их почестях. Далее Октавиан возвращается к исполнению завещания Цезаря, а также упоминает о своих крупнейших подарках римлянам, рассказывает о строительной деятельности, о крупнейших играх и праздниках, о восстановлении храмовых сокровищ. Затем Октавиан вновь возвращается к событиям гражданских войн, упоминая об «умиротворении» морей (речь о Сексте Помпее) и о победе при мысе Акций. После этого следует перечисление покорённых территорий и посольств из соседних государств. Завершается автобиография упоминанием о формальном возвращении государства под опеку сената, о получении титулов «Август» и «отец отечества». За основным текстом следует краткое приложение из четырёх пунктов: о расходах; список основных новых построек; список перестроенных сооружений; о «неисчислимых» расходах.
По традиции, принятой в современной историографии, текст условно делится на три части: параграфы 1—14 — honores (почести); 15—24 — impensae (расходы); 25—35 — res gestae (деяния).

## Характеристика
В Древнем Риме существовала традиция упоминать о добродетелях и достижениях умершего на похоронах, и она распространялась на политиков. Октавиан был не первым римским государственным деятелем, оставившим подобную запись («элогию»), высеченную в камне: первые известные образцы надгробий или памятников с перечислением заслуг известны с начала III века до н. э. Полководец Гай Марий оставил после себя надпись, выходившую далеко за пределы простого перечисления заслуг, и автобиографию Октавиана считают развитием именно этого направления римских элогий. Кроме того, по своей задумке и монументальности «Деяния» сравниваются с Бехистунской надписью персидского царя Дария I.
Стиль «Деяний» очень сжатый; его сравнивают с телеграфным по краткости. Подробности автобиографии носят почти статистический характер, преднамеренно отсутствуют многие обычные в элогиях прилагательные и наречия, не используются обычные для самовосхвалений прилагательные в превосходной степени. В автобиографии Август ни разу не упомянул своих оппонентов, в том числе и тех, кто сыграл большую роль в его карьере: нет имён Марка Антония, Марка Юния Брута, Гая Кассия Лонгина, Марка Эмилия Лепида, Секста Помпея. Кроме них, не упомянуты по имени родственники Октавиана. Кроме того, в начале «Деяний» император не называет своё имя по рождению и не упоминает об обстоятельствах наследованию Гаю Юлию Цезарю. Необычный стиль «Деяний» хорошо согласуется с сообщениями античных авторов о манере письма Октавиана Августа — эти сведения сохранили Светоний и Авл Геллий. В целом текст представляет сухое, но связное перечисление должностей, заслуг и достижений, хотя, например, заключительные два параграфа тщательно продуманы. Достижения в различных сферах деятельности группируются строго по параграфам.
В шестое и седьмое консульство, после того как Гражданские войны я погасил, с общего согласия став верховным властелином, государство из своей власти я на усмотрение сената и римского народа передал. <...> После этого времени я превосходил всех авторитетом, но власти имел не больше, чем другие, кто были у меня когда-либо коллегами по должности.
Цель составления «Деяний» неясна. По разным версиям, Октавиан приказал опубликовать эту часть завещания либо как отчёт перед римским народом, либо как апологию, либо как развёрнутую эпитафию, либо как политическое завещание. По-видимому, Октавиан обращался прежде всего к жителям столицы: многие упомянутые в автобиографии подробности совершенно неинтересны жителям периферии Римской империи, а многочисленные меры по поощрению провинций почти не отражены в тексте. Впрочем, Ц. Явец сомневается в обоснованности этого предположения; главным доводом он считает традиционную краткость любой римской пропаганды, рассчитанную на малограмотный городской плебс. Нередко подчёркивается пропагандистский (по современной терминологии) характер «Деяний». Упоминание заслуг Тиберия — наследника императора — считается намеренным.
Современные исследователи обращают внимание не только на записанные достижения Октавиана, но и на его умолчания: многие меры, достойные увековечивания в элогии, никак не упомянуты. Опущено и многое из того, что престарелый император хотел бы забыть. Эти умолчания условно обозначаются как res non gestae («дела не сделанные», или «не-деяния»). Возможно, Октавиан нарочно умолчал о многих реформах, желая предстать как обычный государственный деятель (официально Октавиан заявлял о восстановлении Римской республики, а сам подчёркивал, что он является лишь первым среди равных), и потому упоминал лишь те мероприятия, за исполнение которых он был лично ответственен. Благодаря этой тенденции Октавиан желал оставить о себе впечатление человека, следующего законам и не допускающего произвола.

## Текст «Деяний»
- Русский текст
- Латинский текст
- Синхронные латинский и древнегреческий тексты с переводом на английский язык
- Деяния божественного Августа. / Пер. И. Ш. Шифмана. // Шифман И. Ш. Цезарь Август. — Л., 1990. — С. 189—199.
- Деяния Божественного Августа / Пер. В. Г. Боруховича. // Хрестоматия по истории древнего мира: Эллинизм. Рим. — М.: Греко-латинский кабинет Ю. А. Шичалина, 1998. — С. 377—411.
- Деяния божественного Августа. / Пер. А. Л. Смышляева. // История древнего Рима. Тексты и документы. — М., 2004. — С. 204—209.
- В серии «Loeb classical library» «Деяния» изданы под № 152 (вместе с Веллеем Патеркулом).
- В серии «Collection Budé»: Res gestae divi Augusti. Hauts faits du divin Auguste. 2007. CCXXXIV, 166 p.